# 다테 무라요리
다테 무라요리(일본어: 伊達村和, 1661년 9월 18일 ~ 1722년 8월 10일)는 미즈사와번의 번주이다. 어릴적 이름은 쓰루치요마루(鶴千代丸)이다. 관위는 종5위하, 미마사카노카미(美作守)였다.
센다이번의 3대 번주 다테 쓰나무네의 둘째 아들로 에도 시나가와의 번저에서 태어났다. 처음에는 4대 번주가 된 형 다테 쓰나무라의 양자로 들어갈 예정이었으나, 형에게 친아들이 생기면서 취소되었다. 11세 때 성인식을 치르고 다무라 가문의 분가를 만들어 독립하고 다무라 아키타카(田村顕孝)라 이름하였다. 1675년에는 미즈사와 다테 가문의 당주 다테 무네카게의 양자가 되었고, 이름을 다테 무라토(伊達村任)로 바꾸었다. 가문의 당주가 된 이후 1684년에는 기존 영지에 6천 석이 추가된 2만 1천 석의 영지를 보유하였다. 1695년, 형으로부터 3만 석 영지를 분할받고 미즈사와번주가 되었다. 이때 이름을 무라요리로 개명하고, 미즈사와 다테 가문의 가독을 양자인 다테 무라카게에게 물려준 뒤 거점을 나카쓰야마로 옮겼다. 같은 해 종5위하 미마사카노카미에 서임되었다. 1696년에는 도쿠가와 이에쓰나의 17주기를 맞아 구게 접대역을 맡기도 했다. 그러나 1699년 음력 9월 9일, 중양절 행사에 참가하러 에도로 가던 길에 하타모토인 오카 다카쓰네 일행과 시비가 붙어 무라요리의 가신들에 의해 다카쓰네가 상처를 입게 되자, 결국 막부로부터 문책당하여 음력 9월 26일 근신을 명령받았다. 이로 인해 미즈사와 번은 개역되었고, 무라요리의 신병은 형에게 인도되었다. 이후 무라요리는 형에게 매년 금 200냥, 쌀 2천 석을 지급받으며 미야기 군에 유폐되었다. 1719년에야 비로소 죄를 용서받고, 이듬해 출가하였다. 1722년, 62세의 나이로 사망하였다. 맏아들 다테 무라아키는 가와사키(川崎)의 2천 석을 영지로 받아 아버지의 가독을 잇게 되었고, 가와사키 다테 가문을 이루어 막부 말기까지 이어갔다.
| 전임 다테 무네카게 | 제5대 미즈사와 다테 가문 당주 ? ~ 1695년 | 후임 다테 무라카게 |

|  | 나카쓰야마 번 번주 1695년 ~ 1699년 | 후임 폐번 |